# Mario Harte
Mario Harte (Bridgetown, 30 agosto 1988) è un calciatore barbadiano, attaccante dell'UWI Blackbirds.

## Carriera

### Nazionale
Nel 2008 ha esordito in nazionale.

## Statistiche

### Cronologia presenze e reti in nazionale
| Cronologia completa delle presenze e delle reti in nazionale ― Barbados | Cronologia completa delle presenze e delle reti in nazionale ― Barbados | Cronologia completa delle presenze e delle reti in nazionale ― Barbados | Cronologia completa delle presenze e delle reti in nazionale ― Barbados | Cronologia completa delle presenze e delle reti in nazionale ― Barbados | Cronologia completa delle presenze e delle reti in nazionale ― Barbados | Cronologia completa delle presenze e delle reti in nazionale ― Barbados | Cronologia completa delle presenze e delle reti in nazionale ― Barbados |
| Data                                                                    | Città                                                                   | In casa                                                                 | Risultato                                                               | Ospiti                                                                  | Competizione                                                            | Reti                                                                    | Note                                                                    |
| ----------------------------------------------------------------------- | ----------------------------------------------------------------------- | ----------------------------------------------------------------------- | ----------------------------------------------------------------------- | ----------------------------------------------------------------------- | ----------------------------------------------------------------------- | ----------------------------------------------------------------------- | ----------------------------------------------------------------------- |
| 18-11-2018                                                              | Bridgetown                                                              | Barbados                                                                | 3 – 0                                                                   | Isole Vergini Americane                                                 | CONCACAF Nations League 2019-2020 - Qualificazioni                      | 1                                                                       |                                                                         |
| 24-3-2019                                                               | Bridgetown                                                              | Barbados                                                                | 0 – 1                                                                   | Nicaragua                                                               | CONCACAF Nations League 2019-2020 - Qualificazioni                      | -                                                                       | 56’                                                                     |
| Totale                                                                  |                                                                         | Presenze                                                                | 55                                                                      |                                                                         | Reti                                                                    | 15                                                                      |                                                                         |